# Santuario di Nostra Signora delle Grazie (Bogliasco)
Il santuario di Nostra Signora delle Grazie è un luogo di culto cattolico situato nel comune di Bogliasco, in via Giuseppe Mazzini, nella città metropolitana di Genova.

## Storia

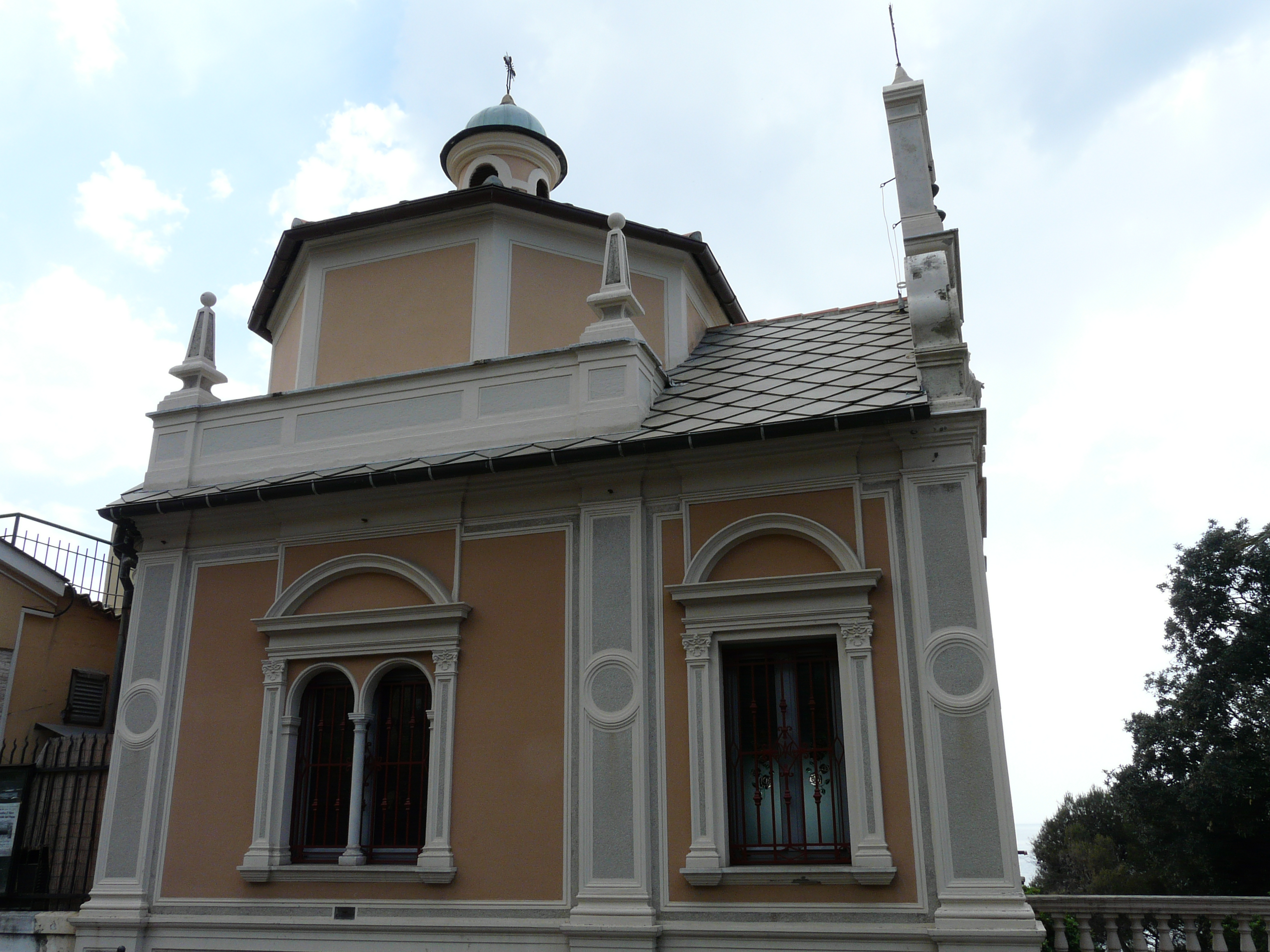
Vista laterale del complesso

Secondo una tradizione locale, forse confermata da uno scritto del parroco, l'antica cappelletta fu già presente in quel di Bogliasco dal 1685 lungo la Via Romana. Il libro delle entrate della vicina confraternita di santa Chiara cita le prime registrazioni delle offerte a partire dal 1657, anno della tremenda epidemia di peste che colpì i comuni rivieraschi e la Liguria; probabile quindi che tale cappella sia stata eretta proprio dopo la pestilenza nel borgo marinaro.
Inoltre esiste una leggenda locale, tramandata oralmente dagli abitanti, che vorrebbe l'edificazione della cappella a seguito di un evento miracoloso che vide una bambina salvarsi da una caduta sugli scogli sottostanti la piccola chiesa.
A seguito dell'apertura della nuova strada provinciale, fu riedificata nel 1817 nell'attuale posizione, rivolta però verso la sede stradale. Il 26 aprile del 1925 fu inaugurata la nuova costruzione su progetto dell'ingegnere Pietro Luxoro, corredando la chiesa di un nuovo altare donato dalla famiglia Bigatti.

## Descrizione
Conserva al suo interno un quadro su legno raffigurante la Vergine Maria di difficile datazione e di mano sconosciuta. Il santuario possiede una sostanziosa collezione di ex voto donati dai credenti, tra i quali figurano quattro dipinti di Domenico Gavarrone, due di Berto Ferrari ed uno di Piero Bozzo.